# Brad Oleson
Bradley Scott Oleson, (Fairbanks, 11 de abril de 1983) é um basquetebolista profissional estadunidense que joga pelo UCAM Murcia na Liga Endesa. Brad Oleson em 2009 conquistou nacionalidade espanhola e chegou a ser pré-selecionado para a Seleção Espanhola no Mundial de 2010.